# نازنین مندی
نازنین مندی پنتل (انگلیسی: Nazanin Mandi Pimentel؛ زاده ۱۱ سپتامبر ۱۹۸۶) مدل، بازیگر و خواننده آمریکایی-ایرانی است.
مندی متولد والنسیا، سانتا کلاریتا، کالیفرنیا است. وی‌تبار پارسی، اسپانیایی، مکزیکی و بومی آمریکا دارد. در ژانویه سال ۲۰۱۶، مندی پس از گذشت ۱۰ سال سرانجام نامزدی خود را با خواننده میگوئل اعلام کرد. آنها در سن ۱۸ سالگی ملاقات کردند. آنها در ۲۴ نوامبر ۲۰۱۸ در Hummingbird Nest Ranch در سیمی ولی، کالیفرنیا ازدواج کردند. مونیک لوحییر لباس عروسی او را طراحی کرد.

## فیلمبرداری
- RU the Girl (2005) (مسابقه)
- آخرین مفهوم (پس از تولید)
- Dreamcatcher (پس از تولید)